# Нова-Фрибургу
Нова-Фрибургу (порт. Nova Friburgo) — город и муниципалитет в Бразилии, входит в штат Рио-де-Жанейро. Составная часть мезорегиона Центр штата Рио-де-Жанейро. Входит в экономико-статистический микрорегион Нова-Фрибургу. Население составляет 178 102 человека на 2006 год. Занимает площадь 932,635 км². Плотность населения — 191,0 чел./км².

## История
Город основан 16 мая 1818 года эмигрантами из Швейцарии.

## Статистика
- Валовой внутренний продукт на 2004 год составляет 1 434 223 089,00 реалов (данные: Бразильский институт географии и статистики).
- Валовой внутренний продукт на душу населения на 2004 год составляет 8118,21 реалов (данные: Бразильский институт географии и статистики).
- Индекс развития человеческого потенциала на 2000 год составляет 0,818 (данные: Программа развития ООН).

## География
Климат местности: горный тропический. В соответствии с классификацией Кёппена, климат относится к категории Cwb.

## Галерея

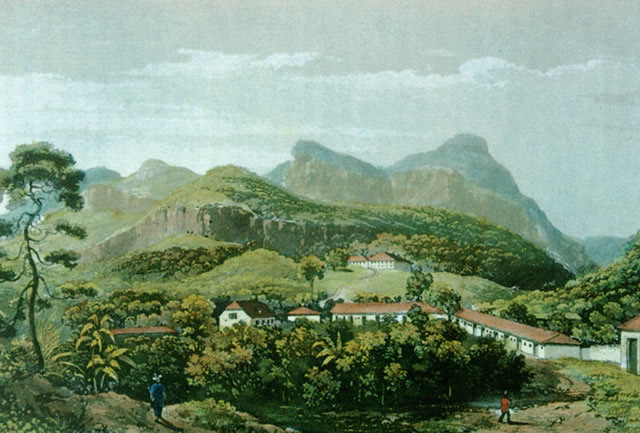
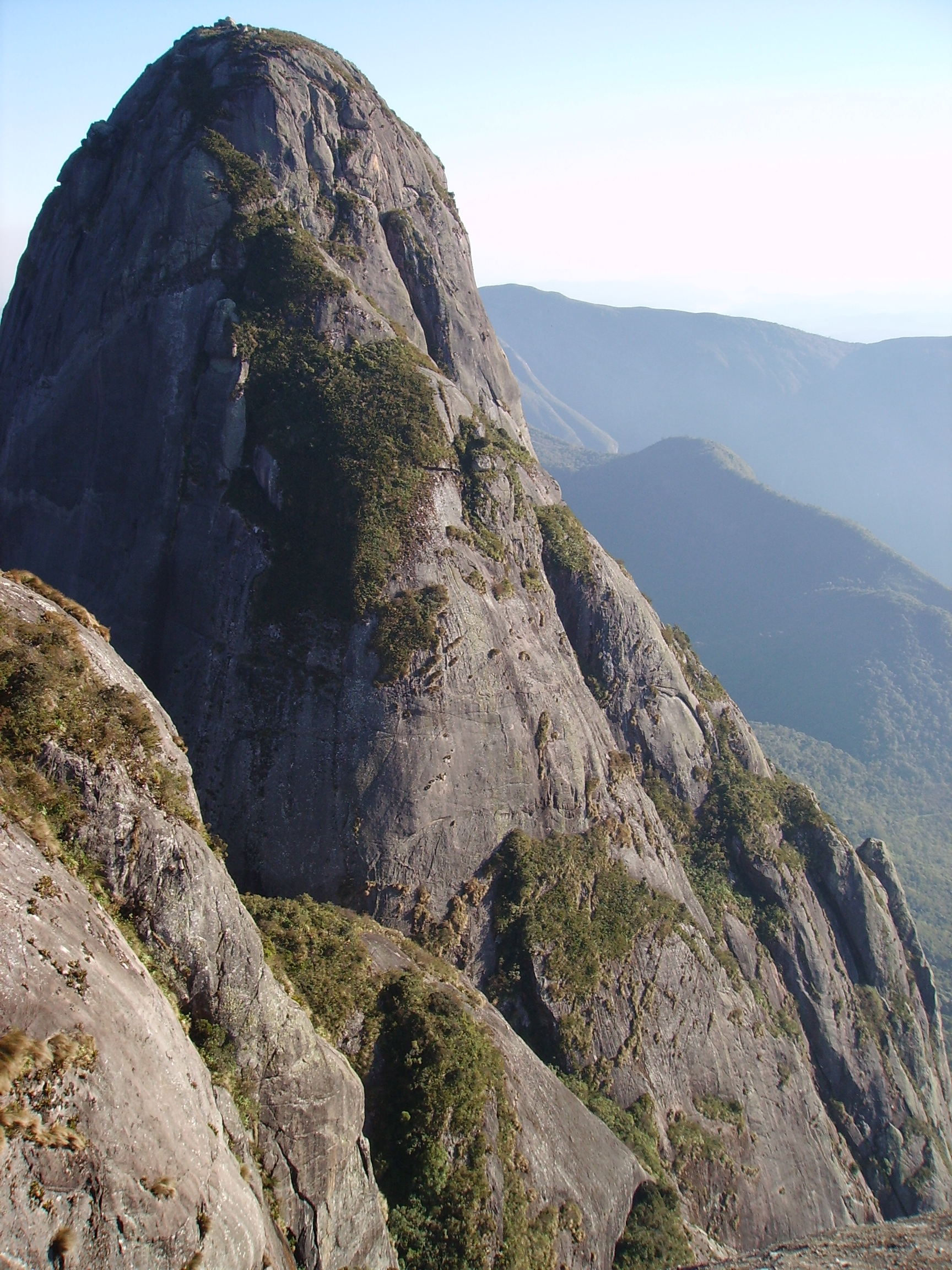